# Первая Чаншайская операция
Первая Чаншайская операция (кит. 第一次长沙战役) — наступательная операция японских войск во время Японо-китайской войны (1937—1945), проводившаяся 15 — 29 сентября 1939 года и преследовавшая цель захвата города Чанша. Цель операции достигнута не была. 

## План операции
План операции предусматривал нанесение удара по городу Чанша с трех направлений — со стороны Наньчана, Хунань и озера Дунтинху. Главный удар планировалось нанести силами четырех дивизий на Чанша. Вспомогательные - с севера вдоль железной дороги Ухань — Гуанчжоу и силами двух пехотных дивизий из района Наньчана в западном направлении. На восточном побережье озера Дунтинху должен был высадиться десант при поддержке кораблей флотилии. В задачу авиации в период подготовки операции входило нанесение ударов по тылам и путям подхода китайских войск, а во время наступления — поддержка действий сухопутных сил. Захваченный район Чанша должен был стать плацдармом для последующих действий японских войск в южном и юго-западном направлениях. 
К операции привлекались силы 11-й армии в составе шести дивизий, всего около 150 тысяч человек. Группировка японских войск была усилена тремя полками артиллерии, двумя танковыми и двумя химическими батальонами, саперным и железнодорожным полками. Операцию поддерживали флотилия боевых кораблей, а также около 200 боевых самолетов. 
Китайское командование, располагая сведениями о подготовке противником наступления на Чанша, перебросило в этот район дополнительно четыре пехотные дивизии и, кроме того, сюда же подтягивало из резерва еще пять-шесть дивизий. Общая численность китайских войск в этом районе была доведена до 150 (по некоторым данным до 400)тыс. человек. Однако китайские войска не располагали на этом участке фронта танками и авиацией.

## Ход операции
Чаншайская операция началась 15 сентября 1939 г. наступлением шести японских пехотных дивизий, усиленных тяжелой артиллерией, во взаимодействии с авиацией и флотилией боевых кораблей. Первоначально китайские войска оказывали слабое сопротивление, быстро отходя с одного рубежа на другой.
Китайский генеральный штаб и командующий Юго-Западным фронтом намеревались оставить Чанша без боя. 19 — 20 сентября этот вопрос обсуждался на специальном заседании военного руководства, где советскому военному советнику удалось убедить китайское командование в необходимости и реальной возможности удержания Чанша, а также организации контрнаступления.
Превосходство в силах, и особенно в боевой технике, обеспечило японцам первоначальный успех. Их соединения стали быстро продвигаться в южном направлении вдоль железной дороги Ухань — Гуанчжоу. Но с утра 26 сентября из-за упорного сопротивления китайских войск темпы наступления резко снизились. Продвижение японских войск замедлялось и тем, что дороги севернее Чанша были заблаговременно разрушены и стали непроходимыми для японской артиллерии и танков.
27 — 29 сентября наступление японских войск, подошедших к Чанша на расстояние 25 км, было приостановлено. 
30 сентября последовал контрудар китайских войск. Под натиском китайских войск в начале октября японцы начали беспорядочный отход в северном направлении. К 6 октября китайские войска полностью восстановили положение, существовавшее до наступления на Чанша.
Таким образом, Чаншайская операция окончилась для японцев крупным поражением. Она показала, что японское командование просчиталось в оценке боеспособности китайских войск и не учло особенностей театра военных действий.
Чанша стал первым крупным городом, который выстоял перед ударами японской армии. Руководитель обороны города генерал Сюэ Юэ, выпускник академии Вампу, удостоился высокой чести за свою победу под Чанша. Оборона города позволила предотвратить объединение японских сил на юге Китая. Это было первое крупное сражение японо-китайской войны, которое стало частью Второй мировой войны.